# Out of the Depths (film 1914 Melville)
Out of the Depths è un cortometraggio muto del 1914 diretto da Wilbert Melville.

## Produzione
Il film fu prodotto dalla Lubin Manufacturing Company.

## Distribuzione
Distribuito dalla General Film Company, il film - un cortometraggio in due bobine - uscì nelle sale cinematografiche USA il 5 febbraio 1914.